# Уиллер-Дейм, Лесли
Лесли Уиллер-Дейм (англ. Lesley Wheeler-Dame;  род. 24 октября 1955, Уинсор, провинция Онтарио, Канада) —  клирик Англиканской церкви Канады, 12-й епископ Юкона и первая женщина на этой церковной кафедре.

## Биография
Родилась 24 октября 1955 года в городе Уинсор. Её мать была клириком и несла служение в одном из приходов епархии Гурон. Брат тоже стал священником.
Служение в церкви Уиллер-Дейм начала с социальной работы. В 1996 году она переехала в Юкон и поступила на работу в офис церковной провинции на должность заместителя по социальной работе. Курировала вопросы, связанные с профилактикой насилия в семье, профилактикой самоубийств и алкогольной зависимости. В 1997 году была назначена церковным министром.
В 2003 году была рукоположена в сан дьякона. В 2005 году приняла сан священника. С 2003 по 2013 год служила в церкви Святого Айдана в Телеграф-Крик, в провинции Британская Колумбия, на территории, которая входит в юрисдикцию епархии Юкона. С 2013 по 2019 год служила в приходе Нортен-Лайтс в Бойле, в епархии Атабаска, юрисдикция которой распространяется на север провинции Альберта. Она  также служила священником в приходе Святой Марии Магдалины в Форт-Нельсон в епархии Юкон, региональным деканом в епархии Атабаска и архидиаконом области Лиард в епархии Юкон.
Кроме диплома социального работника, который она защитила до того, как начала служение в церкви, Уиллер-Дейм получила богословское образование и защитила степень бакалавра в области теологии. На епархиальном синоде 4 мая 2019 года она была поставлена во вспомогательные епископы Юкона. 24 августа 2019 года Уиллер-Дейм была возведена в епископский сан и стала первой женщиной, которая возглавила кафедру Юкона.